# ミャンマー陸軍
ミャンマー陸軍（ビルマ語: တပ်မတော်(ကြည်း)  、発音 [taʔmədɔ̀ tɕí] ）は、ミャンマーの陸軍組織であり、ミャンマー軍の陸軍部門である。ミャンマー陸軍は、ベトナム人民軍に次ぐ東南アジアで2番目に大きな規模を維持している。

## 概要
ミャンマー陸軍は、2006年時点で約35万人の兵力を有し、1948年の創設以来、民族的・政治的反政府勢力に対する対反乱作戦を行ってきたことから、豊富な戦闘経験を有している。ミャンマー陸軍は、2000年には全階級の現役兵が約37万人に達していた。2000年時点で歩兵大隊は337個、そのうち軽歩兵大隊は266個あった。ミャンマー陸軍の組織構造は連隊制に基づいている。しかし基本的な戦闘部隊単位は大隊である。これは、本部部隊、5つの小銃中隊を構成する9つの小銃小隊、医療、輸送、兵站、通信部隊を含む後方中隊、迫撃砲、機関銃、無反動砲の小隊を含む重火器中隊で構成される。各大隊の指揮官は中佐で、少佐が副指揮官を務め、将校27名、その他の階級723名で構成されている。ミャンマー陸軍の軽歩兵大隊は、創設時の兵力が500人程度である。